# EMTP
EMTP(Electro Magnetic Transients Program)は、電気回路に入力電圧、電流を与えたときの出力応答を求める事が出来る回路シミュレーターである。 主に電力工学分野で使用される目的で回路構成要素が用意されている。

## 概説
発祥は電力工学向けの電気回路の電圧、電流の時間応答を求める目的で開発された、コンピューターで使用するプログラム製品である。電力工学向け以外の一般の電気回路シミューレーションの用途にも使用できる。 電力工学分野の回路構成要素、例として発電機に関して原動機出力、界磁とその制御機構の取扱い機能が整備されていることが特徴である。
米国エネルギー省ボンネビル電力局(BPA)で開発され、2018年からは電力分野のコンピューターシミュレーションのソフトウエア開発とコンサルティングを手がけるPowersys、PGSTechの二社から成るEMTPアライアンスが開発提供元となっている。

## 取扱可能な回路モデルと用途[1][2]
取扱可能な回路モデル
- 集中定数素子
- 集中定数多相型回路
- 多相分布定数回路
- 非線形抵抗
- 非線形リアクトル
- 時変抵抗
- スイッチ素子
- 整流素子
- 変圧器
- 各種電源
- 各種回転機
- 制御回路 等

用途
- 電力工学分野の課題に対する検討
  - 回路網の電圧、電流分布計算
回路の構成要素に関するパラメーターとして、発電機電圧、発電機速度、原動機入力トルク、発電機界磁電圧が計算可能。
    - 電力系統の潮流計算
    - 交直変換システム解析
    - 電力系統の負荷遮断時の応答計算

  - 電力系統に発生する対称、非対称事故時の過渡応答と定常状態への移行過程の電圧、電力分布
    - サージ解析(雷サージ解析、開閉サージ解析)
    - 系統故障発生時の異常現象の解析（近距離線路故障、持続性交流過電圧解析等）

  - 制御回路解析
回路の構成要素の発電機には励磁系、原動機にはガバナ系の制御系を再現可能。
制御回路には微分器、積分器、任意の伝達関数、リミッターを設定可能で、任意の制御系を再現可能
    - 機器内部の異常現象の解析
    - 軸ねじれ共振（SSR）解析

目的として機器設計、電力系統の絶縁設計、設備故障原因究明等

- 一般用途での電気回路シミューレーション
- 電気以外の分野の現象を電気的等価回路に変換することによるシミューレーション